# Fonti del Clitunno
De Fonte del Clitunno is de bron van de rivier Clitunno in Campello sul Clitunno in de provincie Perugia, Italië. De bron bestaat uit een vijvercomplex.

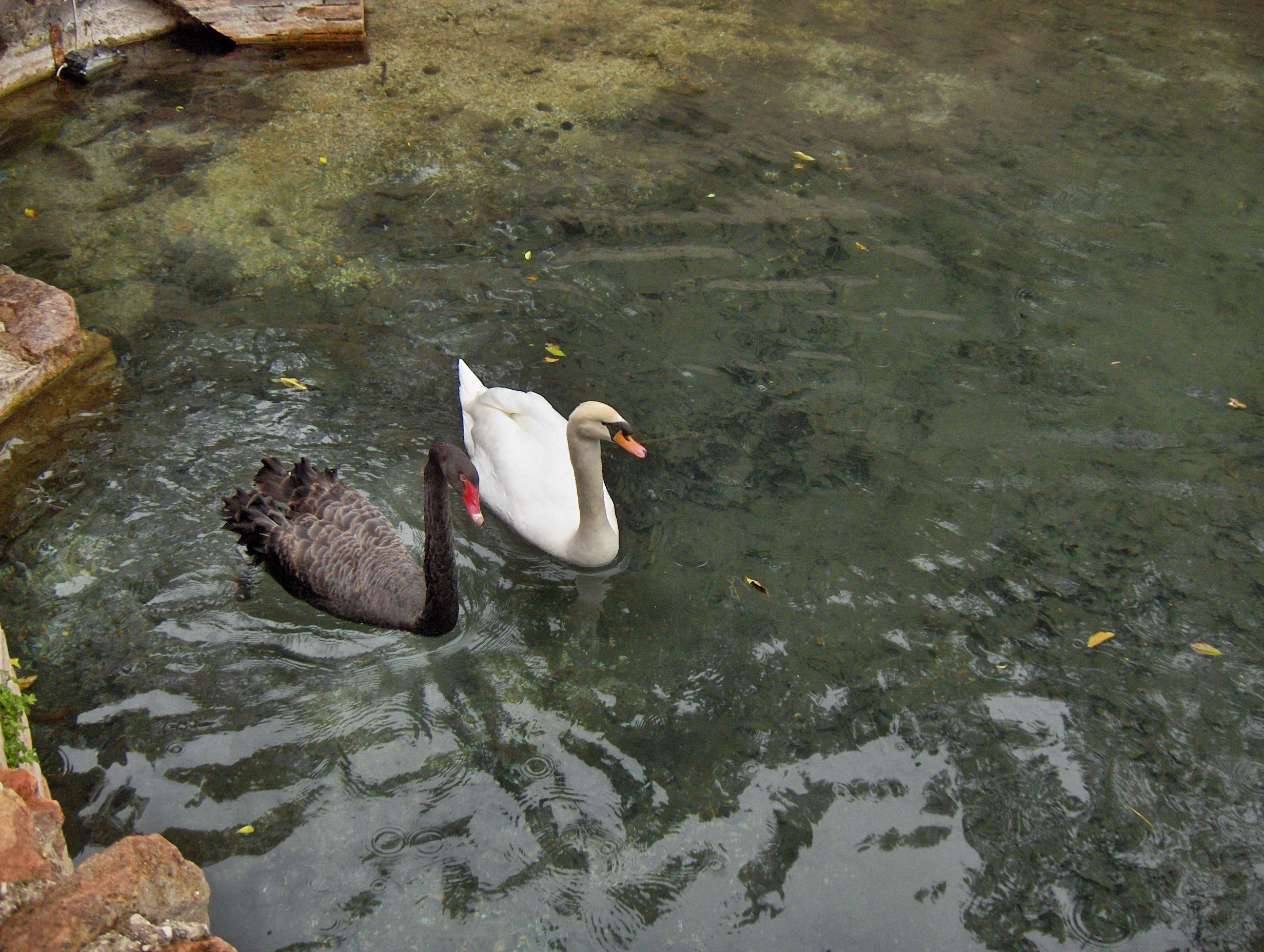
Fonti del Clitunno
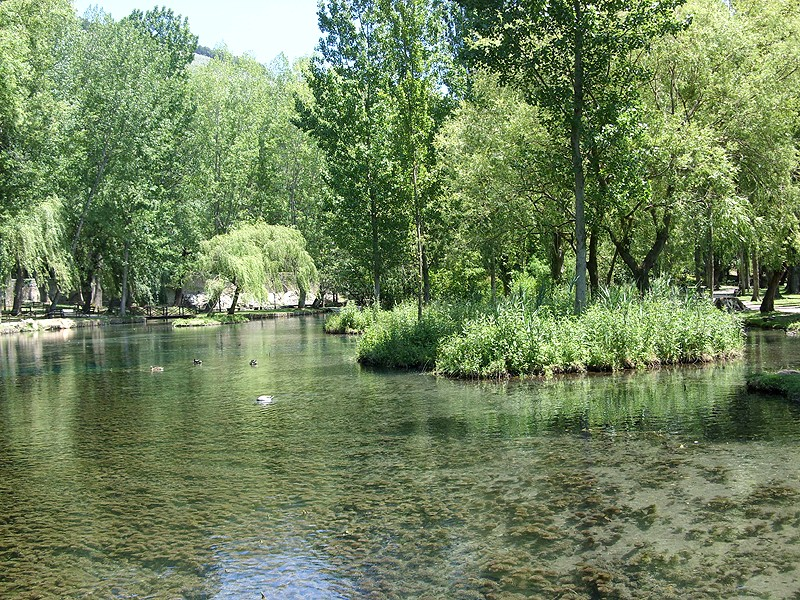
Fonti del Clitunno
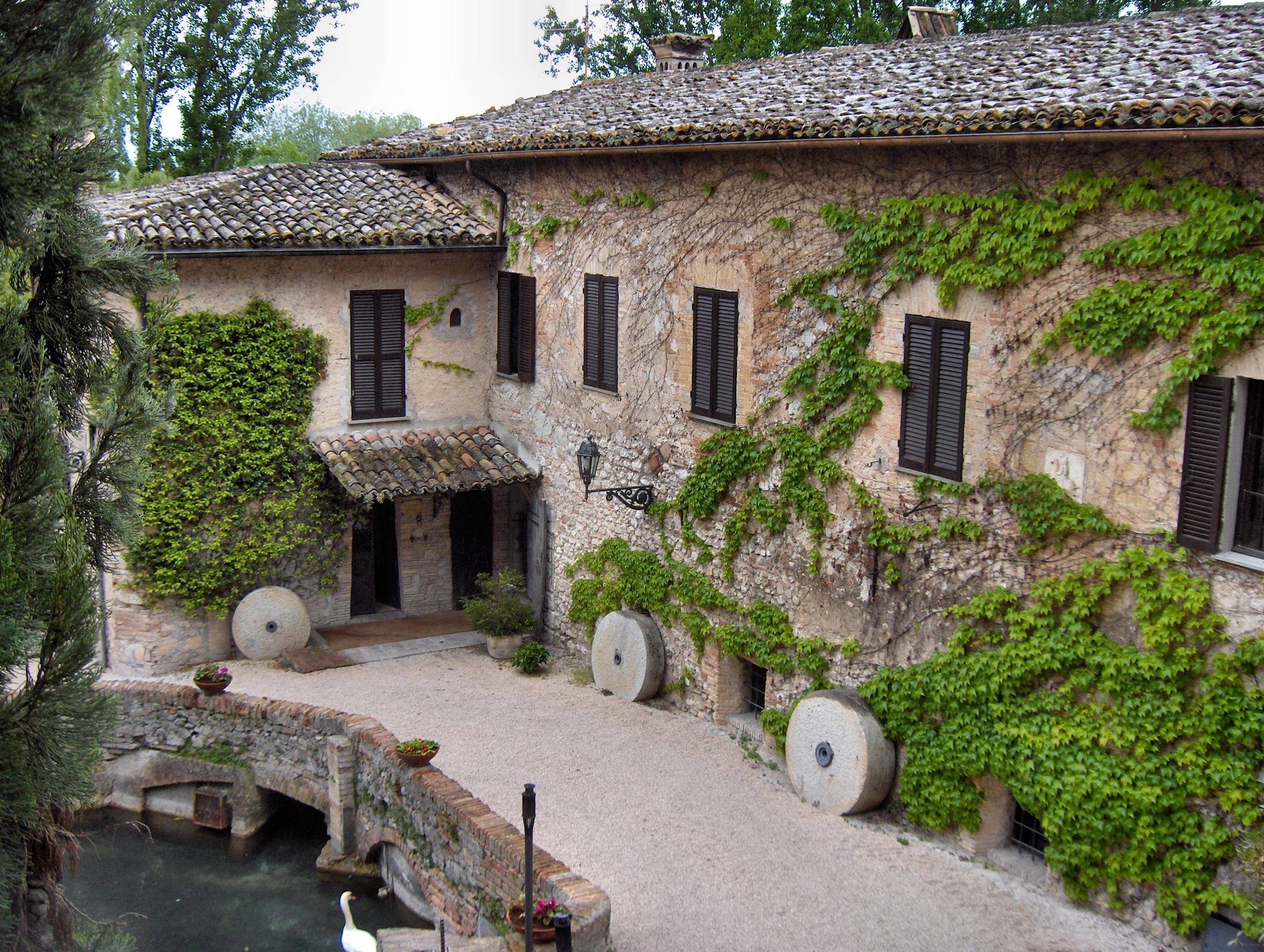
Fonti del Clitunno - Ingang
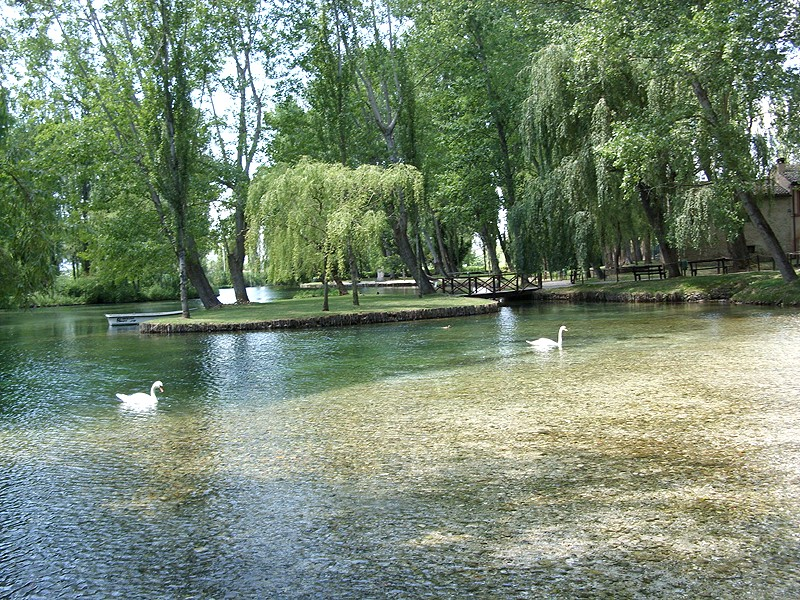
Fonti del Clitunno
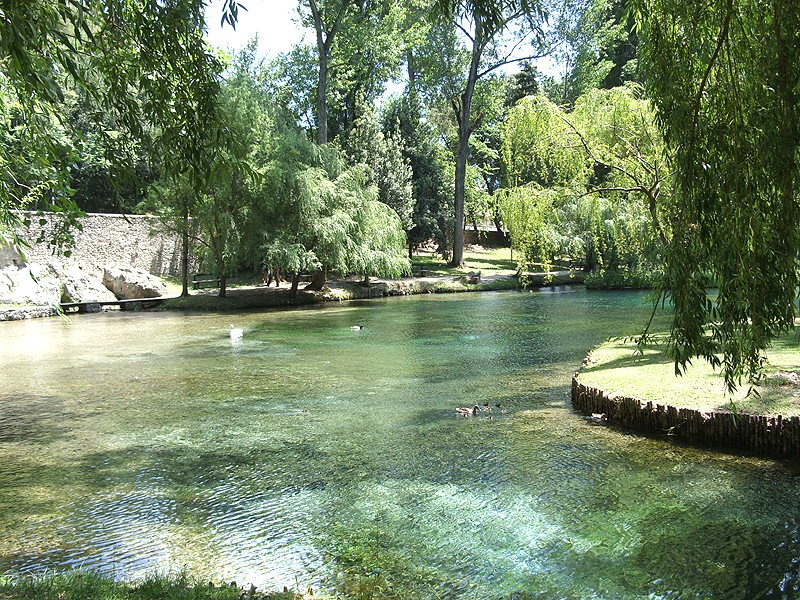
Fonti del Clitunno
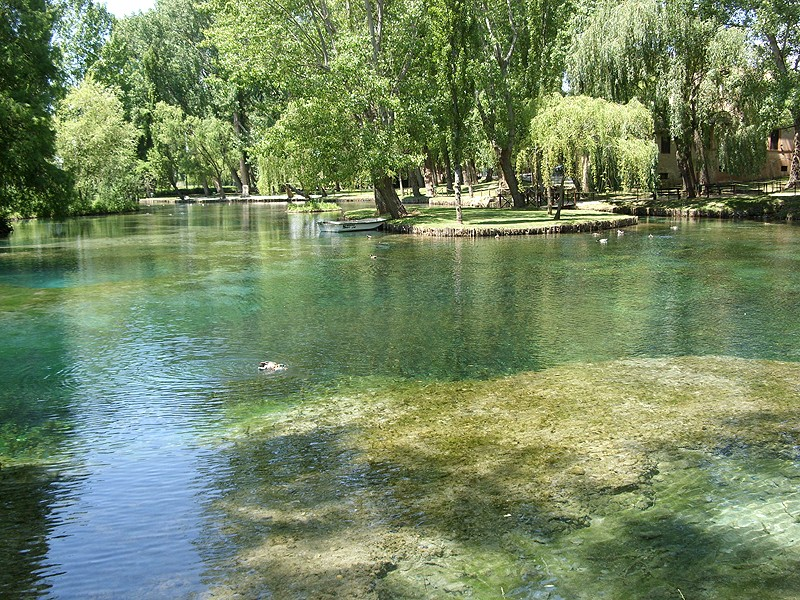
Fonti del Clitunno
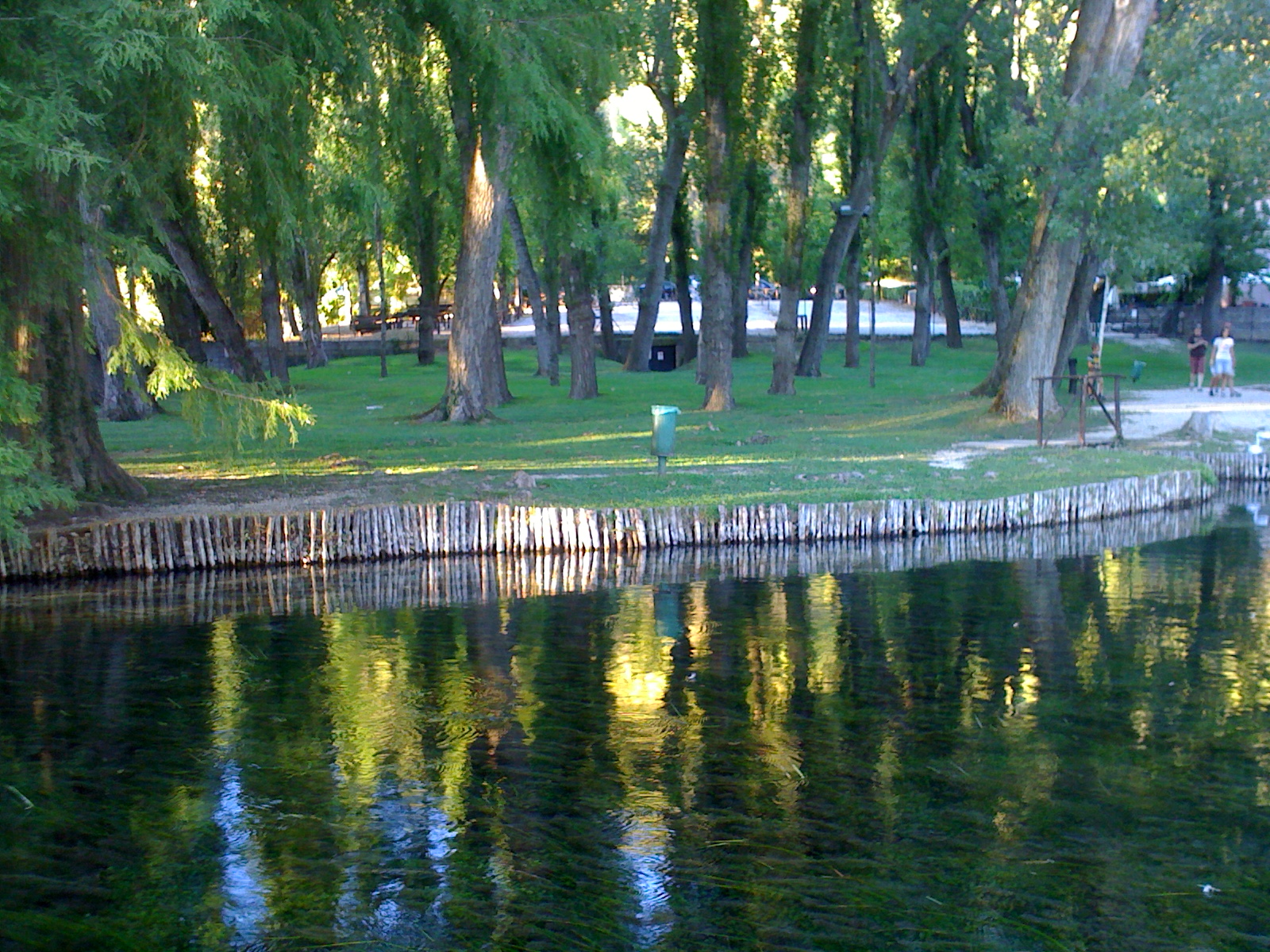
Fonti del Clitunno

- Bibliothèque nationale de France: cb15322569m (data)
- Gemeinsame Normdatei: 4290620-9
- Library of Congress Control Number: sh2018000188
- Nationale Bibliotheek van Israël: 987009960911205171
- Virtual International Authority File: 238485282